# Rovigo (tom poetycki)
Rovigo – ósmy tom poezji Zbigniewa Herberta, wydany w maju 1992 roku przez Wydawnictwo Dolnośląskie, po ostatecznym powrocie autora do Polski. Tom zawiera 26 utworów, w których większości autor zastosował (po dłuższej przerwie) formę wiersza regularnego.
Pomimo Nagrody czasopisma Literatura, Nagrody miasta Münster (1996) i wielu wybitnych wierszy, przez krytyków i samego autora ,,Rovigo" było postrzegane jako słabszy zbiór poetycki. W tomie zwraca uwagę bezpośrednia liryczność (wiersze Wilki, Guziki), tematyka przyjaźni, pamięci, cierpienia, a także koncentracja na własnej cielesności, bólu (Wstyd). Wiele wierszy w tomie jest opatrzonych dedykacjami. Wiersz Pacyfik III ukazał się w tomie po 38. latach od pierwodruku.

## Spis utworów
- Do Henryka Elzenberga w stulecie Jego urodzin
- Książka
- Album Orwella
- Życiorys
- Pacyfik III (Na Kongres Pokoju)
- Mademoiselle Corday
- Ręce moich przodków
- Wilki
- Guziki
- Obłoki nad Ferrarą
- Homilia
- Widokówka od Adama Zagajewskiego
- Mitteleuropa
- Do Piotra Vujičića
- Wycieczka Dinozaurów
- Do Yehudy Amichaja
- Wstyd
- Przysięga
- Zwierciadło wędruje po gościńcu
- Chodasiewicz
- Pan Cogito na zadany temat: ,,Przyjaciele odchodzą"
- Kalendarze Pana Cogito
- Achilles.Pentesilea
- Czarnofigurowe dzieło Eksekiasa
- Do Czesława Miłosza
- Rovigo